# Krachtsportgebouw
Das Krachtsportgebouw (deutsch Kraftsportgebäude) war eine Sporthalle in der niederländischen Hauptstadt Amsterdam.

## Geschichte
Das Gebäude wurde vom Architekten Jan Wils errichtet. Während der Olympischen Sommerspiele 1928 wurden im Krachtsportgebouw die Wettbewerbe im Boxen, Ringen, Fechten, Gewichtheben und das Fechten im Modernen Fünfkampf ausgetragen. Während den Spielen verfügte die Sportstätte über 2840 Sitz- und 1794 Stehplätze. Des Weiteren gab es zu dieser Zeit Duschen, 15 Umkleideräume und ein Büro zur Verwaltung.
Inzwischen befindet sich im Gebäude, das sich neben dem Olympiastadion befindet, ein Café, welches nach dem Architekten benannt ist.